# Quibe

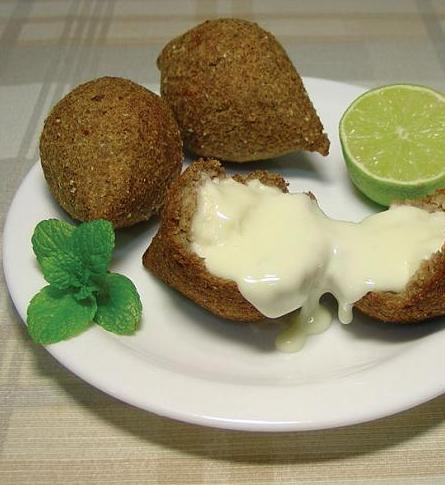
Quibe frito, com "sotaque" brasileiro (recheado com requeijão), guarnecido de hortelã e limão.

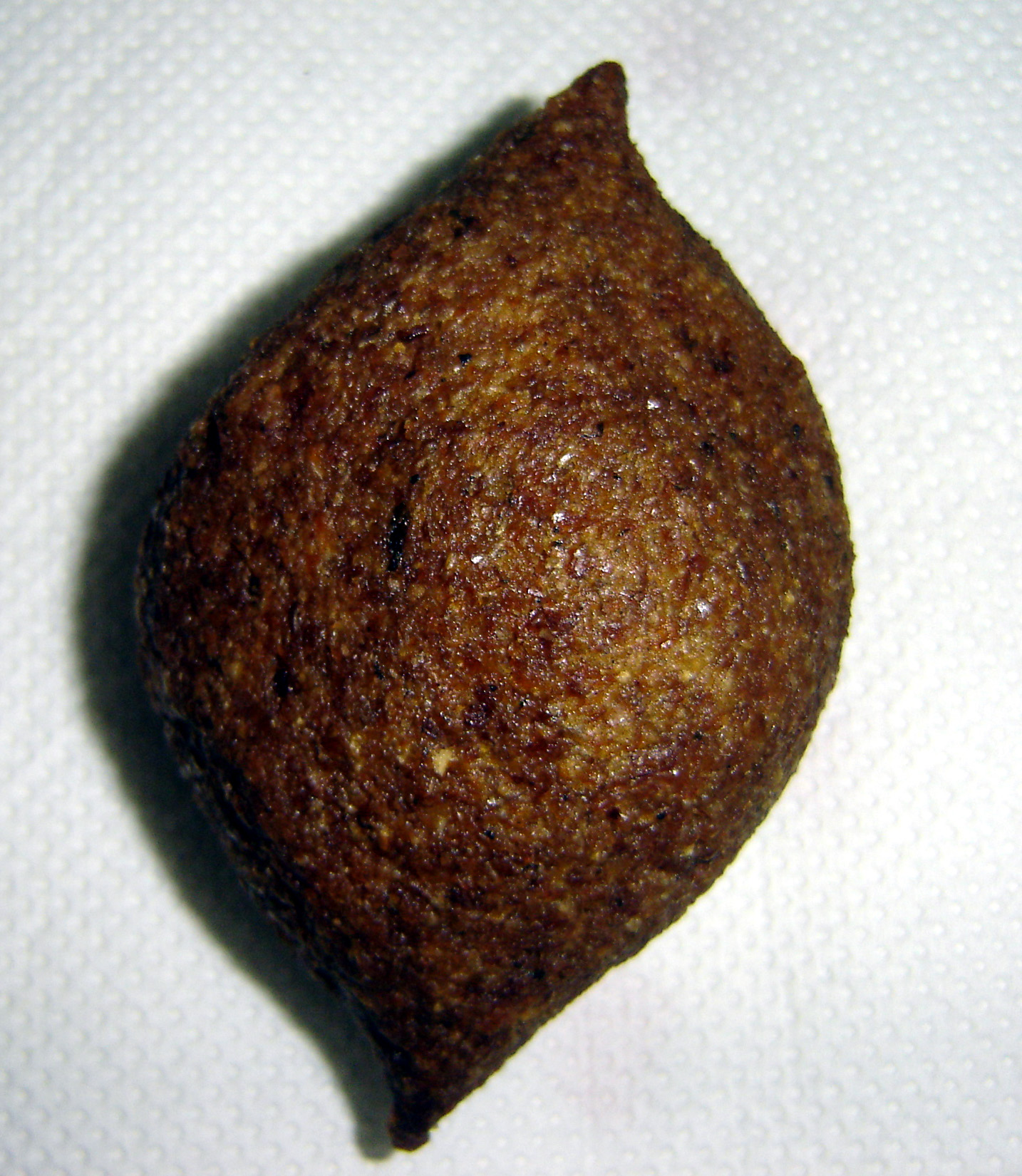
Quibe tradicional

Quibe (ou kibe; em árabe كبة ['kibbah] ou ['kubbah]) é um prato típico do Oriente Médio que consiste em um bolinho de massa de triguilho ou semolina, recheado com carne (por vezes substituída por carne de soja), temperada com ervas, que pode ser servido cru, cozido ou frito. O nome deriva de kubbeh que em árabe significa bola. É um prato muito popular e considerado o prato nacional no Líbano, Palestina, Síria e Iraque. É também comum no norte da África, na Turquia, na península arábica e em parte do Cáucaso, como na Armênia. Imigrantes sírio-libaneses, oriundos do antigo Império Otomano difundiram a receita para outras partes do mundo, em especial para a América do Sul. No Brasil pode-se comer quibe em padarias, lanchonetes, restaurantes e bares.
No seu preparo mais comum, consiste de uma massa de carne moída e trigo tabule, recheada originalmente com carne de carneiro e ervas. O formato, o tamanho e os ingredientes variam muito nos diferentes tipos de quibes. No Iraque existe um tipo de quibe onde a massa (crosta) é feita de arroz, chamado de kubbat halab. Também no Iraque, outro tipo de quibe é feito com a massa de carne e trigo, no formato arredondado e chato, chamado de kubbat mosul. Finalmente existe um tipo de quibe assírio/iraquiano, onde o quibe é misturado e depois cozido com tomates e temperos.
O quibe com a carne e a mistura de tabule, sem a massa (crosta), pode ser servido cru, chamado kibbe nayye, típico do Líbano, Síria e Iraque, acompanhado do licor de arak. No Líbano, o quibe cru servido num dia, é cozido para ser servido no dia seguinte.
Um acompanhamento tradicional do quibe é o tahine ou a coalhada (labneh).
Em outras línguas
- em armênio: kufteh
- em castelhano (América Latina): kipe ou quipe
- em inglês: kibbe ou kibbeh
- em turco: içli  köfte

## Quibe ou kubbe cozido em caldo dos curdos
No Curdistão, ou seja, as partes da Turquia, Iraque, Irão e Síria onde vivem os curdos, faz-se um kubbe cozido num caldo, geralmente com um sabor ácido, proveniente de limão, tamarindo ou tomate. Esta iguaria é também muito popular em Israel, onde foi introduzida por imigrantes judeus do norte do Iraque.
A massa pode ser feita com triguilho, com semolina, com uma mistura, ou ainda com farinha de arroz; em Israel, durante a Páscoa judaica, é feita com farinha de matzo (trigo, cevada, centeio, aveia ou espelta). O recheio é tradicionalmente uma mistura de carne de borrego com ervas aromáticas, frutas secas (passas de uva, ameixas ou damascos) e pinhões ou amêndoas partidas em fatias finas ou palitos. O caldo para cozer os kubbes pode ser um caldo de galinha bem aromatizado com sumo de limão e açafrão.